# Sergej Ďagilev
Sergej Pavlovič Ďagilev (rusky Серге́й Па́влович Дя́гилев, 31. března 1872, Rusko – 19. srpna 1929, Benátky, Itálie) byl ruský umělecký kritik, mecenáš a baletní impresário, zakladatel souboru Ruské balety Sergeje Ďagileva, spoluzakladatel časopisu Svět umění (založil ho spolu s malíři Alexandrem Benoisem a Léonem Bakstem roku 1890).

## Život
Byl synem zámožného šlechtice. Studoval práva v Petrohradu a také se věnoval studiu hudby u Nikolaje Rimského Korsakova. 1906 uspořádal v Paříži výstavu: Dvě století ruského malířství a sochařství. Tato výstava byla velmi úspěšná. 1908 uspořádal operní festival, kde uvedl slavného operního zpěváka Shaliaina. V roce 1911 založil Ruské balety Sergeje Ďagileva. Soubor odjel z Ruska a začal působit v Monte Carlu. Ředitelem byl Sergej Ďagilev, umělecký ředitel: Alexander Benois, hlavní choreograf: Michail Fokin, hlavní výtvarník: Léon Bakst.
V repertoáru měli tato díla: Duch růže, Narcis, Petruška, Labutí jezero – upravená verze. Tento soubor poprvé vystoupil v Dubnu v Monte Carlu s baletem Duch růže ( hudba: Carl Maria Von Weber ). Poté vystoupil soubor v Londýně a zahájili tím pravidelné hostování po celém světě.
Roku 1912 připravil Michail Fokin pro soubor 3 nové choreografie: Tamara, Modrý bůh, Dafnis a Chloe (hudba: Maurice Ravel).
V tomto roce vytvořil svou první choreografii i Václav Nižinský.
Byla to choreografie pro Faunovo odpoledne od Claude Debussyho. Václav Nižinský natočil tanečníky bokem k divákům a museli mít vtočené nohy. Nebyl to tanec, spíše dekorativní chůze. Tančily zde převážně dívky a Fauna tančil sám Nižinský.
Toto dílo mělo hodně negativní kritiky.
Po roce 1912 začal Fokin žárlit na Nižinského a odešel ze souboru.
Roku 1913 se stal Václav Nížinský hlavním sólistou a choreografem.
Jako první choreografii vytvořil balet: Hry (hudba: Claude Debussy).
Dále vytvořil balety: Láska na tenisovém kurtu, Svěcení jara (premiéra: 29.5.1913, na hudbu: Igora Stravinského).
V roce 1913 odjel soubor na turné po Jižní Americe. Ďagilev s nimi nejel.
Nižinský se při cestě lodí seznámil s Maďarkou Romulou de Pulszky a po připlutí si ji vzal za ženu.
To se Ďagilevovi nelíbilo, protože spolu chodili, a tak roku 1913 vyhodil Ďagilev Václava Nižinského ze souboru.
Ďagilev roku 1914 povolal zpět Michaila Fokina jako hlavního choreografa. Nejvýznamnější balet, který zde Fokin vytvořil, byl balet: Legenda o Josefovi (hudba: Johann Strauss). Ďagilev sháněl tanečníka do role Josefa, a tak toto místo nabídl Leonidu Massinovi. Ten tuto nabídku přijal.
Od roku 1914, kdy začala první světová válka, baletní soubor přestal vystupovat.